# Девід Мерріт
Девід Рой Меррітт (англ. David Merritt; нар.16 листопада 1955) — американський астрофізик, спеціаліст з еволюції галактик та надмасивних чорних дір.

## Біографія
У 1982 році Мерріт отримав ступінь доктора філософії з астрофізичних наук у Прінстонському університеті під керівництвом Джеремії Острікера та обіймав постдокторські посади в Університеті Каліфорнії в Берклі та Канадському інституті теоретичної астрофізики в Торонто. До 2017 року він був професором Рочестерського технологічного інституту в Рочестері, штат Нью — Йорк.
Меррітт був головою Відділу динамічної астрономії Американського астрономічного товариства. Він є одним із засновників Центру обчислювальної теорії відносності та гравітації в Рочестерському технологічному інституті.

## Наукові результати
Сфери спеціалізації Мерріта включають динаміку та еволюцію галактик, надмасивні чорні діри та обчислювальну астрофізику.
До його наукових результатів належать моделі Осипкова–Меррітта, перевороти спіну чорної діри, оцінка маси Леонарда–Меррітта, співвідношення М–сигма, зоряні системи з негативними температурами та шварцшильдцівський бар'єр.

## Нагороди та відзнаки
- Премія PROSE за досягнення в фізичних науках і математиці, for A Philosophical Approach to MOND (2021)
- Лектор Гарфінкеля, Єльський університет (2014)

## Публікації

### Книги
- Merritt, D. Dynamics and Evolution of Galactic Nuclei (Princeton: Princeton University Press), 551 pp., 2013
- Merritt, D. A Philosophical Approach to MOND (Cambridge: Cambridge University Press), 282 pp., 2020
- Parusniková, Z. and Merritt, D. (Eds.) Karl Popper's Science and Philosophy (Berlin: Springer International Publishing), 383 pp., 2021

### Популярні статті
- Merritt, D. (2021). A Non-Standard Model. Aeon, July 2021.
- Ferrarese, L. and Merritt, D. (2002). Supermassive Black Holes. Physics World, June 2002, p. 41.

### Філософські статті
- Merritt, D. (2021). Cosmological Realism. Studies in History and Philosophy of Science Part A, August 2021, p. 193-208.
- Merritt, D. (2021). Feyerabend's Rule and Dark Matter. Synthese, August 2021.

### Відео
- Бар'єр Шварцшильда